# دينيكون
دينيكون (بالألمانية: Dänikon) هي بلدية تقع في مقاطعة ديلسدورف الواقعة ضمن كانتون زيورخ في سويسرا. تبلغ مساحتها 2.77 كيلومتر مربع، ويقدر عدد سكانها بـ 1879 نسمة (حسب تعداد ديسمبر 2017).